# تپه کوللر
تپه کوللر مربوط به دوره اشکانیان و دوره ساسانیان است و در شهرستان میانه، بخش ترکمن چای، بخش بروانان شرقی، ۳ کیلومتری جنوب شرقی روستای گاوینه رود واقع شده و این اثر در تاریخ ۲۷ آبان ۱۳۸۶ با شمارهٔ ثبت ۲۰۲۱۱ به‌عنوان یکی از آثار ملی ایران به ثبت رسیده است.